# Estrella distante
Estrella distante es la cuarta novela del escritor chileno Roberto Bolaño, publicada inicialmente en octubre de 1996 por la colección «Narrativas hispánicas» de la Editorial Anagrama, y desde noviembre de 2000 por la colección «Compactos», con el mismo número de páginas pero cambiando su portada y diseño.
Este fue el primer libro de Bolaño editado por Jorge Herralde, propietario de Anagrama, con quien iniciaría desde entonces una estrecha amistad y una prolífica relación laboral, publicando en esta editorial al menos un libro cada año hasta 2003, el año de su muerte.
El libro está dedicado a su madre, Victoria Ávalos, y su primer hijo, Lautaro Bolaño. Según el propio autor, en esta novela intenta «una aproximación, muy modesta, al mal absoluto».
Carlos Wieder, el «infame» protagonista de la novela, está basado en un personaje real. Bolaño conoció su historia a través del artista chileno Jaime Rivera.

## Historia editorial
Hasta 1995, Bolaño era un autor prácticamente desconocido. Encontrándose en una precaria situación económica, envió el manuscrito de La literatura nazi en América a diversas editoriales, siendo finalmente aceptada por Seix Barral por una módica oferta, pese a que Jorge Herralde, propietario de la Editorial Anagrama, ya había leído el manuscrito y pensaba también publicarla más adelante. A Herralde, quien no alcanzó a comentarle a Bolaño sus intenciones de publicación, esta decisión lo tomó por sorpresa y en parte lo decepcionó, escribiéndole al escritor una escueta carta acerca de su positivo parecer de la obra. Bolaño se puso a los pocos días nuevamente en contacto con el editor, yendo a verlo a su oficina y pudiendo entonces conversar largamente. Bolaño quedó en enviarle una nueva novela, lo que cumplió al poco tiempo, con el manuscrito de Estrella distante —la cual también había sido rechazada por otras editoriales, entre ellas la misma Seix Barral— que finalmente se publicó en Anagrama pocos meses después que La literatura nazi en América.
Este libro fue el primero de Roberto Bolaño publicado por Anagrama, dando comienzo a una estrecha relación de amistad con Jorge Herralde y a una prolífica relación laboral. A través de esta obra, Bolaño dio su primera rueda de prensa, el 25 de noviembre de 1996.

## Argumento

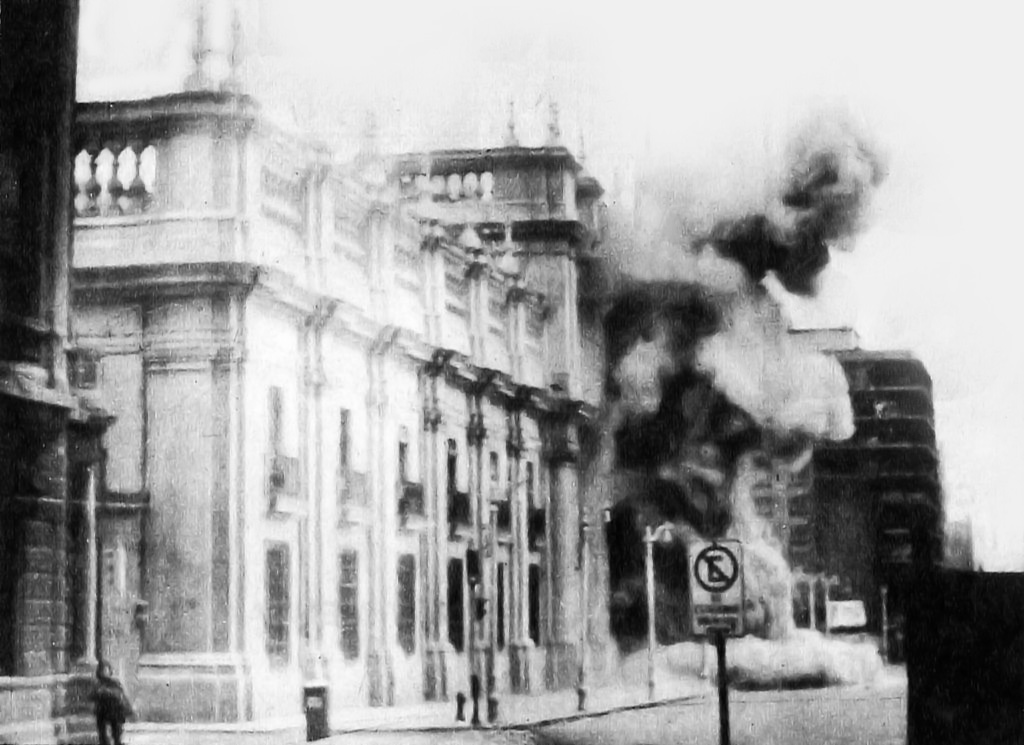
Bombardeo al Palacio de La Moneda durante el Golpe de Estado en Chile de 1973.

Narrada en primera persona por un protagonista anónimo, la novela cuenta la historia de Alberto Ruiz-Tagle, un misterioso y atrayente poeta autodidacta que frecuenta los talleres literarios del Chile durante el gobierno de Salvador Allende y la Unidad Popular. Luego del Golpe de Estado de 1973 que da comienzo a la dictadura de Augusto Pinochet, Ruiz-Tagle evidencia su verdadera identidad, la de Carlos Wieder, un piloto de la Fuerza Aérea de Chile (FACh) quien comienza a crear una suerte de poesía revolucionaria, relacionada con asesinatos y escrituras en el cielo piloteando aviones de reacción. Durante la transición a la democracia Wieder desaparece, pero comienza un proceso de búsqueda por parte del detective Abel Romero, quien financiado por privados, pide ayuda a Belano para intentar hacer justicia al margen de la ley.
La obra se va situando en diversos lugares, cada uno de los cuales fueron hogar de Roberto Bolaño en distintas etapas de su vida. Así, la historia transita por Chile (particularmente en las cercanías de la Universidad de Concepción, en Concepción, así como en Nacimiento), México y España (Barcelona y Blanes).

## Estructura
| «¿Qué estrella cae sin que nadie la vea?» —epígrafe de William Faulkner. |

La estructura de esta novela ha sido celebrada por varios especialistas, caracterizándose entre otras cosas por la repetición cíclica de su historia, lo que también está presente en El Tercer Reich, publicada en 2010 pero escrita antes de Estrella distante, en 1989.
A modo de introducción, el narrador cuenta que en el último capítulo de su novela La literatura nazi en América había contado de manera demasiado esquématica y breve la historia del piloto de la FACh Ramírez Hoffman. Estrella distante pretende profundizar en la historia de este personaje «infame», cambiando su nombre por el de Carlos Wieder, siendo este apellido una palabra de origen alemán que significa «de nuevo» u «otra vez», pero que también puede traducirse, de manera más violenta, como «una y otra vez». La introducción, en la cual el autor dice que toma dictado de su alter ego, Arturo B., acaba mencionando al «fantasma cada día más vivo de Pierre Menard», aludiendo al cuento de Jorge Luis Borges Pierre Menard, autor del Quijote, perteneciente a su libro Ficciones.
Dentro de la historia principal, que corresponde a la búsqueda de Wieder, se intercalan además tres historias: la del director del taller de poesía, Juan Stein, descendiente judío y soviético, que acaba sus días como un mítico revolucionario en el exilio, o bien en un ingrato anonimato en la ciudad de Valdivia; la del rival y amigo de Stein, el poeta Diego Soto, que tras una feliz estancia en el exilio en Francia, muere asesinado por un grupo de neonazis españoles; y la de Lorenzo, un homosexual pobre que en un accidente pierde sus dos brazos y emigra a Europa, donde consigue disfrutar de fama y reconocimiento hasta que muere de sida. En una breve entrevista, Bolaño comentó que estas historias son un regalo para el lector, al mismo tiempo que representan un «abismo de la historia principal» y constituyen un «espejo moral» del personaje principal.

## Recepción y crítica

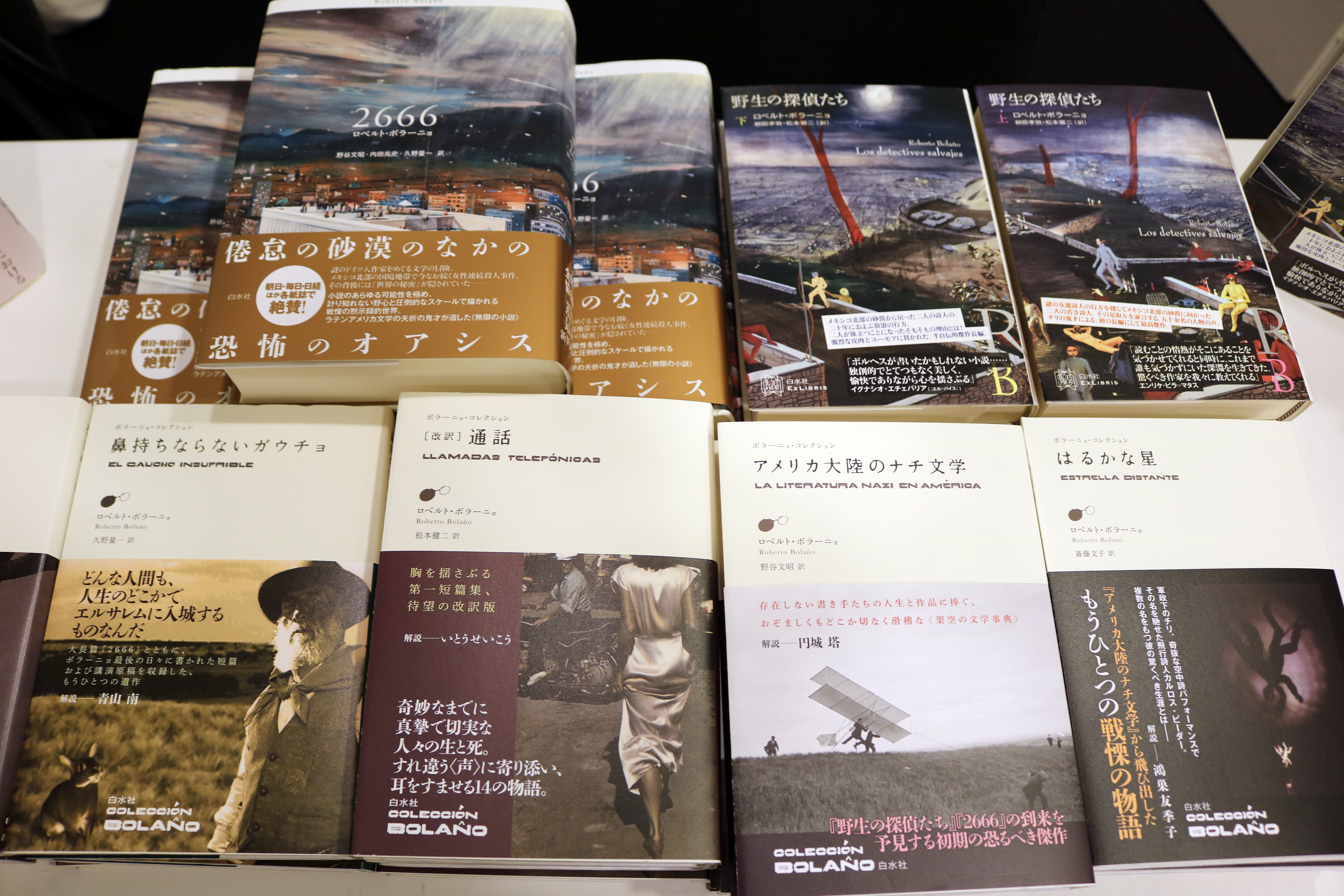
Estrella distante (abajo, derecha) junto a otros libros de Bolaño traducidos al japonés.

Estrella distante tuvo una amplia y positiva acogida por parte de la crítica literaria. Recibió buenos comentarios de prensa por parte de Joaquín Marco; José Antonio Ugalde, en El Mundo; Luis Alonso Girgado, en Diario Córdoba; Carlos Meneses, en Diario Málaga; María Bermúdez, en Clarín; Tino Pertierra, en La Nueva España; Felipe Juaristi, en El Diario Vasco, además de una reseña anónima en El Ciervo. También recibió elogios del escritor Marcelo Cohen, para el Clarín, donde reconoció en la novela influencias de Borges, por su «clacisismo económico» y la mención de «libros reales y apócrifos», y de García Márquez, por su «localismo sublime» y su «narratividad hogareña». El crítico Ignacio Echevarría, en El País, destacó el carácter fractal de la obra con respecto a La literatura nazi en América, así como el futurismo de Wieder y las influencias del relato detectivesco. Con este último Bolaño iniciaría más adelante una buena amistad, convirtiéndose tras su muerte en el encargado de edición de sus libros póstumos Entre paréntesis y 2666. La estudiosa Celina Manzoni, por su parte, al igual que Echevarría destacó la construcción de la obra como una «novela de enigma», afirmando además que tanto en esta novela como en La literatura nazi en América, Bolaño apela a una «proliferante intertextualidad con la literatura universal que no se había recuperado en la literatura latinoamericana desde Tres tristes tigres de Guillermo Cabrera Infante». El investigador Ezequiel De Rosso resaltó el uso en esta novela de recursos propios del género policial, como la transformación de crímenes políticos de importancia pública en cuestiones de interés privado.
Patricia Espinosa, crítica literaria y estudiosa de la obra de Bolaño, escribió además para el periódico chileno La Época una amplia reseña donde dice lo siguiente:

«Roberto Bolaño se nos viene a situar de golpe como uno de los mejores narradores chilenos de hoy. La jugada maestra ha sido Estrella distante, su última novela».
Patricia Espinosa: «Nace una estrella», 11 de mayo de 1997.

Más tarde el libro también ha sido considerado por Jorge Volpi como una «obra maestra» de Bolaño; «su mejor novela breve».
Pese a las excelentes críticas, el libro tuvo inicialmente muy pocas ventas, totalizando en todo el mundo 951, 816 y 818 ejemplares vendidos durante el primer, segundo y tercer año, respectivamente.
Posteriormente, luego del éxito de Los detectives salvajes y de manera póstuma, esta novela, así como el grueso de la obra de Bolaño, ha sido publicada en numerosos países y traducida a diversos idiomas. Hasta antes de la publicación de 2666 en octubre de 2004, Estrella distante era la segunda obra de Bolaño con más traducciones, totalizando nueve y superando así a Los detectives salvajes, con ocho, siendo sólo superada por Nocturno de Chile, traducida por entonces a doce idiomas.
En 2007 la novela figuró en una lista confeccionada por 81 escritores y críticos hispanoamericanos como la 14.ª mejor novela en lengua castellana de los últimos 25 años, de un total de cien libros considerados. Otras dos obras de Bolaño, Los detectives salvajes y 2666 ocupan el tercer y cuarto lugar, respectivamente.

## Análisis de la obra

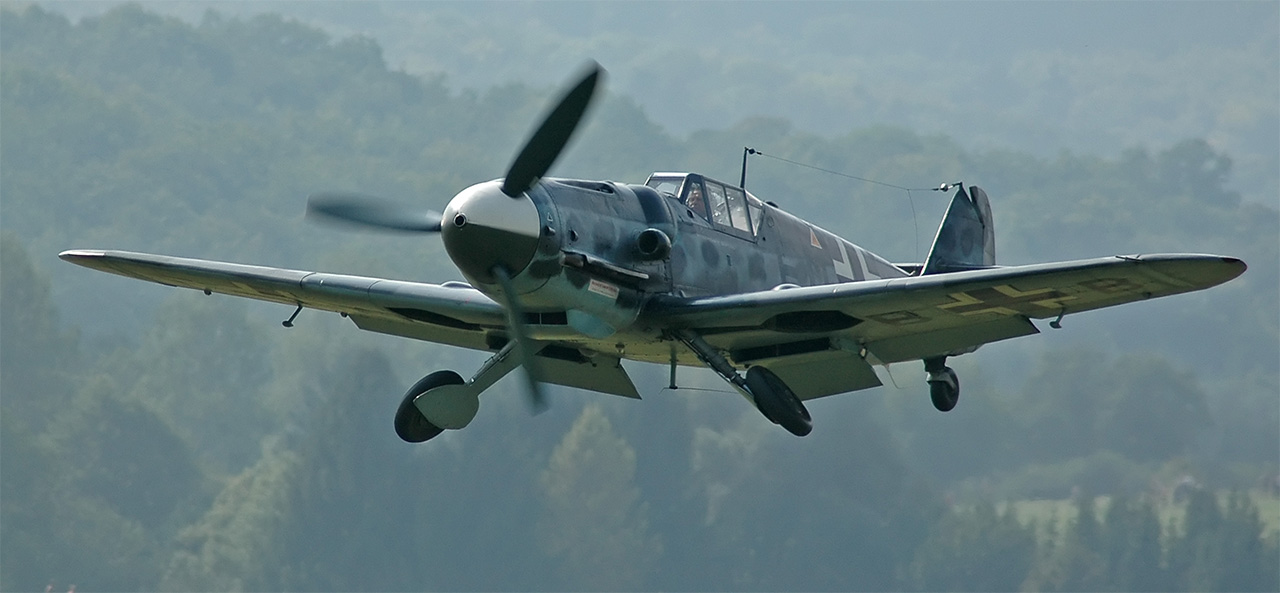
Carlos Wieder pilotea un avión Messerschmitt 109 como este, utilizado por la Luftwaffe de la Alemania nazi, para escribir sus poemas sobre los cielos de Concepción.

La estudiosa María Luisa Fischer destaca la nota inicial de la obra, en la cual Bolaño toma dictado de su alter ego Arturo B., y donde además se menciona a Pierre Menard, aparecido en el cuento «Pierre Menard, autor del Quijote» del libro Ficciones de Jorge Luis Borges. Para Fischer, en Estrella distante Bolaño se interesa por las relaciones entre los conceptos de abyección/arte y barbarie/civismo, que también preocuparon a Walter Benjamin y George Steiner. En cuanto a su título, sugiere que éste se refiere a una mirada del pasado de Chile, que se puede ver alterado en el presente, de manera análoga a la luz que emite una estrella lejana, que podemos observar en el presente aunque ésta haya sido proyectada en un pasado remoto. La estudiosa también señala que el rasgo más sobresaliente de Wieder es su «lejanía con respecto a la realidad», su misterioso desapego, que es representado en la descripción de sus poemas y su hogar. De hecho, Wieder jamás se transparenta en la novela, y todo lo que se sabe de él el lector lo averigua a través de terceras personas. Este tratamiento del personaje se asemeja en cierta forma al de Klaus Haas, el acusado de los homicidios en 2666, pese a que allí no queda clara su culpabilidad.
Varios investigadores convienen en que esta novela se sustenta en la figura del doble. Para la académica Carolyn Wolfenzon, esta figura ya había sido utilizada por Bolaño en su novela El Tercer Reich, publicada póstumamente pero escrita antes que Estrella distante, en 1989. Luis Martín-Estudillo
y Luis Bagué Quílez sostienen que el asesinato de Wieder por parte de «Abel» Romero —que para el narrador es innecesario por parecerle Wieder ya inofensivo—, se configura como el destino invertido en que Abel mata a Caín.
Para Fischer, en las tres historias intercaladas de Juan Stein, Diego Soto y Lorenzo, «aunque todos ellos mutan la identidad, renacen y mueren, [a diferencia de Wieder] se siguen manteniendo fieles a una llamada ética». Estas historias, comenta, cumplen una finalidad poética dentro de la obra, además de una estructural, «de dobles deformados». El escritor Jeremías Gamboa considera estas historias paralelas como un mecanismo de caracterización que utiliza Bolaño para a través de ellas escribir también sobre todos los demás personajes. Por otra parte, sostiene que la figura de «dobles opuestos» entre Carlos Wieder —el poeta futurista, cercano al dandi— y el narrador —el vanguardista decadente, cercano al artista bohemio— se alterna con una figura de «siameses», pues ambos personajes son sólo aparentemente antagónicos. Las vidas de ambas partes, descritas a lo largo de veinticinco años, son a su vez para Gamboa:

«un análisis ficcionalizado del destino de una generación nacida bajo la estela directa de la cultura "vanguardista histórica" en el momento en que en el escenario mundial se apropiaba la misma herencia bajo la forma de la pop culture, para algunos relacionada con el postmodernismo.»
Jeremías Gamboa

En este sentido, Gamboa sostiene que en los asesinatos y torturas cometidos por Wieder y expuestos más tarde en su muestra fotográfica, éste lleva al extremo y al pie de la letra lo establecido por los movimientos vanguardistas, de modo que el contenido sólo lo produce el receptor, en este caso el narrador con la ayuda de su amigo O'Ryan. Gamboa también destaca que todos los personajes de la obra adhieren a algún «radicalismo político»; no obstante, mientras que la vanguardia histórica se inclina mayormente por los artistas socialistas, Wieder es un vanguardista ligado a las dictaduras. Para retratar todo esto, Gamboa dice que la misma novela utiliza mecanismos de ficción posmoderna, en particular de la «metaficción historiográfica» de Linda Hutcheon, así como dos géneros discursivos: la borgiana pesquisa literaria y la ficción criminal como novela negra o novela de detectives, la que predomina desde la aparición del personaje de Abel Romero. No obstante lo anterior, Gamboa no cataloga la novela como posmoderna del todo, pues existe en su narración una nostalgia que no calza con la parodia posmoderna. De hecho, hacia el final de la novela, precisa, el físico de Wieder no se corresponde con las descripciones anteriores; es sólo un «hombre del pasado» y por lo tanto el posmodernismo desaparece, no pudiendo distinguirse en las últimas páginas de la obra ningún género en específico. En este aspecto, Martín-Estudillo y Bagué Quílez son categóricos, y rechazan que la obra criminal de Wieder pueda calificarse moralmente como de vanguardia.
La escritura en el cielo de Wieder, recién comenzada la dictadura militar, puede ser un guiño al poeta chileno Raúl Zurita, cuya poesía escrita en los cielos de Nueva York fue documentada en su libro Anteparaíso. La obra de Zurita fue celebrada en su momento por el crítico literario y sacerdote Opus Dei Ignacio Valente, quien escribía para el diario conservador El Mercurio. En Estrella distante, es el crítico y sacerdote Nicasio Ibacache quien describe a Wieder como «el gran poeta de los nuevos tiempos». Ibacache, por lo demás, quien reaparece más tarde como protagonista en la novela Nocturno de Chile (2000), suele ser asociado como trasunto de Ignacio Valente. Sin embargo, mientras que el vanguardista Zurita buscaba unir literatura y vida con su humo blanco, sin buscar generar contenido violento o inquietante, el humo negro de Wieder busca unir literatura y muerte. Para Fischer, en este sentido Estrella distante genera una:

«resignificación de la escritura celeste de Zurita, trasladándola hacia el espacio del Chile bajo dictadura, expandiéndola y deformándola como ocurre con las historias y la historia en Estrella distante, y cargándola del imperativo de responder y acaso purgar la escritura y la experiencia límite del horror que se relata en la novela.»
María Luisa Fischer

Para Gamboa, lo anterior permite una lectura posible de la novela como proyección o establecimiento de un doble ficticio de la verdadera generación de la postvanguardia chilena opuesta a la dictadura, liderada por Zurita. La investigadora Ina Jennerjahn, por su parte, asocia también esta escritura en el cielo con la aeropittura futurista, hipótesis que también apoya Gamboa. Lo efímero de esta escritura, en todo caso, contrasta con la permanencia irreparable de sus crímenes. Fischer destaca la narración implícita del asesinato de las hermanas Garmendia, cuya «carga emocional se concentra en el ritmo» más que en la descripción misma de los hechos. Con respecto a su última exposición, donde exhibe fotografías de sus asesinatos a un grupo de personas, en su mayoría militares, la académica comenta lo siguiente:

«El efecto, que corresponde al pathos de una época que la novela como totalidad intenta comunicar y hacer inteligible, es el de un quiebre o ruptura colectiva de la identidad.»
María Luisa Fischer

La novela contiene varias alusiones a la Segunda Guerra Mundial: la continuación del último relato de La literatura nazi en América; el Messerschmitt 109 de la Luftwaffe que pilotea el protagonista; los parientes soviéticos y judíos de Stein; las elucubraciones etimológicas de Bibiano O'Ryan sobre el apellido alemán «Wieder», los jóvenes neonazis que acuchillan a Soto; la frialdad de Wieder, que evoca a la de Adolf Eichmann; o la obra completa del escritor y artista polaco de origen judío Bruno Schulz —asesinado en 1942, y autor de una novela aparentemente destruida por la KGB— que se exhibe sobre la mesa de un bar solitario. Wolfenzon, por su parte, sostiene que la empleada doméstica de las Garmendia, Amelia Maluenda, de origen mapuche, conecta la reincidencia del mal en la novela con el todavía presente conflicto mapuche.
En una de las últimas escenas se narra el sueño de un naufragio, donde Belano observa que estaba viajando con Wieder en el mismo barco, y que no hizo nada por evitar salvarlo. Para Fischer, esta escena representa una deuda pendiente que tenía el autor con respecto a su rechazo de la dictadura; deuda que es saldada con la escritura del libro. Para Gamboa, dicho sueño puede simbolizar la pertenencia de ambos a la misma generación de los años 1970 en Chile.